# Streptocarpus andohahelensis
Streptocarpus andohahelensis är en tvåhjärtbladig växtart som beskrevs av Jean-Henri Humbert. Streptocarpus andohahelensis ingår i släktet Streptocarpus och familjen Gesneriaceae. Inga underarter finns listade i Catalogue of Life.